# Kramer Selo
Kramer Selo (cyr. Крамер Село) – wieś w Bośni i Hercegowinie, w Republice Serbskiej, w gminie Rogatica. W 2013 roku liczyła 36 mieszkańców.